# Mendon (Ohio)
Mendon é uma vila localizada no estado norte-americano de Ohio, no Condado de Mercer.

## Demografia
Segundo o censo norte-americano de 2000, a sua população era de 697 habitantes.
Em 2006, foi estimada uma população de 700, um aumento de 3 (0.4%).

## Geografia
De acordo com o United States Census Bureau tem uma área de
1,0 km², dos quais 1,0 km² cobertos por terra e 0,0 km² cobertos por água. Mendon localiza-se a aproximadamente 253 m acima do nível do mar.

## Localidades na vizinhança
O diagrama seguinte representa as localidades num raio de 16 km ao redor de Mendon.